# Démocratie solidaire
 (mars 2018).
Si vous disposez d'ouvrages ou d'articles de référence ou si vous connaissez des sites web de qualité traitant du thème abordé ici, merci de compléter l'article en donnant les références utiles à sa vérifiabilité et en les liant à la section « Notes et références ».
Démocratie solidaire (en italien : Democrazia Solidale, abrégé en Demo.S) est un parti politique italien, de type centre gauche et démocrate chrétien, fondé en 2014 et dirigé par Lorenzo Dellai. Il est allié avec le Centre démocrate, au sein des groupes parlementaires appelés Démocratie solidaire - Centre démocrate.

## Présentation
Demo.S est fondé en juillet 2014, après la scission de l'aile gauche des Populaires pour l'Italie. Le nouveau parti dirigé par Dellai, Andrea Olivero, Mario Marazziti, Mario Giro et Lucio Romano, réaffirme une alliance stratégique avec le Parti démocrate de Matteo Renzi, tandis que les Populaires voulaient reconstituer un centre droit.